# Michał Zembala
Michał Oskar Zembala (ur. 8 lutego 1976 we Wrocławiu) – polski kardiochirurg, profesor nauk medycznych i nauk o zdrowiu, od 2024 prorektor ds. klinicznych i rozwoju badań klinicznych Katolickiego Uniwersytetu Lubelskiego Jana Pawła II. W lipcu 2025 roku złożył rezygnację z tej funkcji.  

## Życiorys
Odbył studia medyczne na Wydziale Lekarskim z Oddziałem Lekarsko-Dentystycznym w Zabrzu Śląskiej Akademii Medycznej w Katowicach, oraz staż naukowy i badawczy Montefiore Medical Center, Albert Einstein College of Medicine, Yeshiva University, w Nowym Jorku i Laboratorium Medycznym Regeneracyjnym Uniwersytetu Harvarda. W 2019 został absolwentem podyplomowego studium Surgical Leadership Program organizowanego przez Harvard Medical School w Bostonie, w USA.
28 czerwca 2007 obronił pracę doktorską Angiogeneza w niedokrwiennej kończynie tylnej królika po stymulacji genami kodującymi czynniki wzrostu fibroblastów i hepatocytów, otrzymując doktorat, a 10 lutego 2017 habilitował się na podstawie oceny dorobku naukowego i pracy zatytułowanej Hybrydowa ablacja migotania przedsionków jako bezpieczna i skuteczna forma terapii arytmii u chorych opornych na farmakoterapię oraz inwazyjne leczenie zabiegowe.
Tytuł profesora nauk medycznych i nauk o zdrowiu uzyskał 22 kwietnia 2021.
Do 2022 był ordynatorem Oddziału Kardiochirurgii, Transplantacji Serca i Płuc oraz Mechanicznego Wspomagania Krążenia w Śląskim Centrum Chorób Serca w Zabrzu. 
Od 2023 pracuje na Wydziale Medycznym Katolickiego Uniwersytetu Lubelskiego Jana Pawła II. Był pełnomocnikiem rektora KUL ds. klinicznych, rozwoju badań i nauk medycznych. W 2024 został powołany na funkcję prorektora ds. klinicznych i rozwoju badań klinicznych.

## Życie prywatne
Jest synem kardiochirurga Mariana Zembali. Żonaty, troje dzieci: synowie Mateusz (zm. w 2024) i Mikołaj oraz córka Majka. 

## Nagrody i wyróżnienia
- 2011: Tytuł „Ciacho Roku” przyznany przez redakcję Dziennika Zachodniego[9]
- 2012: Laureat Supertalentów w Medycynie – organizowanego przez „Puls Medycyny” konkursu dla liderów młodego pokolenia lekarzy[9]

## Publikacje
- 2007: Post-transcriptional modifications of VEGF-A mRNA in non-ischemic dilated cardiomyopathy[2]
- 2009: Hybrydowa, małoinwazyjna ablacja przetrwałego migotania przedsionków – pierwsze doświadczenia[2]